# Khí hư
Khí hư hay còn gọi là dịch âm đạo, dịch tiết âm đạo hay dâm thủy là dịch tiết sinh lý của phụ nữ sau khi đã dậy thì. Khí hư bình thường sẽ giúp làm sạch, dưỡng ẩm âm đạo và chống nhiễm trùng. Trong tiếng Anh, vaginal discharge có nghĩa là sự tiết dịch âm đạo, trong đó discharge nghĩa là sự xả dịch.

## Thành phần
Dịch âm đạo chứa nước, pyridine, squalene, urea, acetic acid, lactic acid, hỗn hợp các alcohol và các glycol, các ketone, và các aldehyde. Nó có thể khác nhau trong tính thống nhất, kết cấu, mùi vị, màu sắc và mùi hôi, tùy thuộc vào kích thích tình dục, các giai đoạn của chu kỳ kinh nguyệt, sự hiện diện của nhiễm trùng, một số loại thuốc, các yếu tố di truyền, và chế độ ăn uống.
Dịch âm đạo là có tính axit nhẹ và có thể trở nên có tính axit hơn với một số bệnh lây qua đường tình dục. Độ pH bình thường của dịch âm đạo là giữa 3.8 và 4.5, trong khi tinh dịch nam thường là giữa 7,2 và 8,0 (một chất trung tính có pH 7.0).

## Sản xuất
Âm đạo của con người được phục vụ bởi các dây thần kinh phản ứng với polypeptide ruột vận mạch (vasoactive intestinal polypeptide - VIP). Như một hệ quả, VIP gây ra sự gia tăng lưu lượng máu âm đạo kèm theo sự gia tăng bôi trơn âm đạo. Những phát hiện này cho thấy rằng VIP có thể tham gia trong việc kiểm soát những thay đổi sinh lý cục bộ có thể quan sát được trong suốt kích thích tình dục (sexual arousal): giãn mạch máu bộ phận sinh dục (genital vasodilation) và gia tăng sự bôi trơn âm đạo (vaginal lubrication) hoặc gia tăng sản xuất ồ ạt tạo thành sự phóng dịch âm đạo tương tự hiện tượng phóng tinh ở nam giới.

## Trạng thái bình thường
Ở trạng thái bình thường, dịch tiết âm đạo có màu trong suốt trắng như sữa, hơi đặc hoặc trong, dính như lòng trắng trứng, nhựa chuối, số lượng ít và không chảy ra ngoài.
Khí hư khỏe mạnh sẽ có màu trắng trong hoặc trắng đục, có thể mỏng, ít hoặc dày và dính.
Mỗi người có thể có khí hư khác nhau về màu sắc, kết cấu lỏng đặc hay số lượng mỗi lần ra trong suốt chu kì kinh nguyệt. Nhưng nếu có sự thay đổi chút ít trong chu kỳ kinh nguyệt là hoàn toàn bình thường.

## Trạng thái bất bình thường
Khi có sự tiết dịch ra nhiều, chảy ra ngoài âm hộ, có màu trắng, vàng, xanh, mùi hôi bất thường, làm cho người phụ nữ cảm thấy khó chịu, thì lúc này dịch tiết này là không bình thường (bất thường) còn gọi là khí hư bất thường, và nó chính là biểu hiện của tình trạng bệnh lý.
Các dạng bất thường của khí hư gồm:
- Đặc quánh: Đây là biểu hiện đặc biệt của viêm âm đạo do nấm, thường kèm theo dấu hiệu ngứa ran ở âm hộ. Phụ nữ bị bệnh tiểu đường hoặc mang thai thường gặp khí hư dạng này, bởi đây là hai đối tượng có thể chất kém, hệ thống miễn dịch giảm, dễ bị nhiễm nấm khuẩn hơn cả.
- Có máu: Khi thấy có máu lẫn trong khí hư thì dù ít hay nhiều. Nguyên nhân có thể là do khối u ác tính, như ung thư cổ tử cung, ung thư tử cung... gây ra. Một số tổn thương lành tính cũng có thể xảy ra trong trường hợp này, như xói mòn cổ tử cung, bướu cổ tử cung hoặc phản ứng phụ của đặt vòng tránh thai.
- Có mùi và sủi bọt: Nếu khí hư nhiều, màu trắng, xanh hoặc vàng, có bọt, kèm theo mùi hôi rất khó chịu... thì có thể đã bị viêm âm đạo Trichomonas.
- Màu vàng: dấu hiệu của xói mòn cổ tử cung, viêm cổ tử cung mãn tính, hoặc viêm nhiễm nhẹ. Nếu từ khí hư từ màu vàng chuyển sang khí hư dạng mủ vàng, có nghĩa đang chuyển sang giai đoạn viêm nặng, có khả năng là viêm nội mạc tử cung hoặc viêm vùng chậu cấp tính.

Nếu khí hư bất thường, nên dừng ngay hoạt động quan hệ tình dục, tới gặp bác sĩ để được thăm khám và điều trị kịp thời.